# Le Thillot
 Le Thillot  es una población y comuna francesa, en la región de Lorena, departamento de Vosgos, en el distrito de Épinal. Es el chef-lieu del cantón de Le Thillot.

## Demografía
| 4464 | 4577 | 5114 | 4860 | 4246 | 3945 |
| Para los censos de 1962 a 1999 la población legal corresponde a la población sin duplicidades (Fuente: INSEE [Consultar]) |      |      |      |      |      |